# Cleromancia
Cleromancia (do grego kleromanteía) é qualquer sistema de previsão do futuro a partir do lançamento algum objeto, como, por exemplo, dados de seis faces.

## Origem
Os dados originaram-se no Egito antigo de 3500 antes de Cristo, passando pelos gregos e romanos, que os esculpiam em ossos retirados das patas de carneiro, denominados astrágalos.

## Interpretaçãoesotéricado lançamento de dados
- 1- Viagens: Oscilações temporárias de ordem interna que podem interferir no cotidiano, prejudicando os empreendimentos. Mudanças de posição ou do estado atual.
- 2- Amigos: Um período de amadurecimento, um tempo de espera. A necessidade de cooperação para gerar um resultado favorável.
- 3- Amor: A expansão, o crescimento, a concretização. Necessidade de unir-se a amigos para fortalecer seus laços.
- 4- Processos: Segurança e harmonia solidificada. Justiça e ordem serão estabelecidas. Ressarcimento das perdas.
- 5- Inimigo: necessidade de liberdade, para que o comportamento gere o aspecto favorável, a fim de que os empecilhos não se sobreponham. Sugere humildade para evitar as influências negativas.
- 6- Carreira: Habilidade pessoal será necessária para concretizar os projetos. As respostas serão encontradas. Necessidade de retomar o caminho.

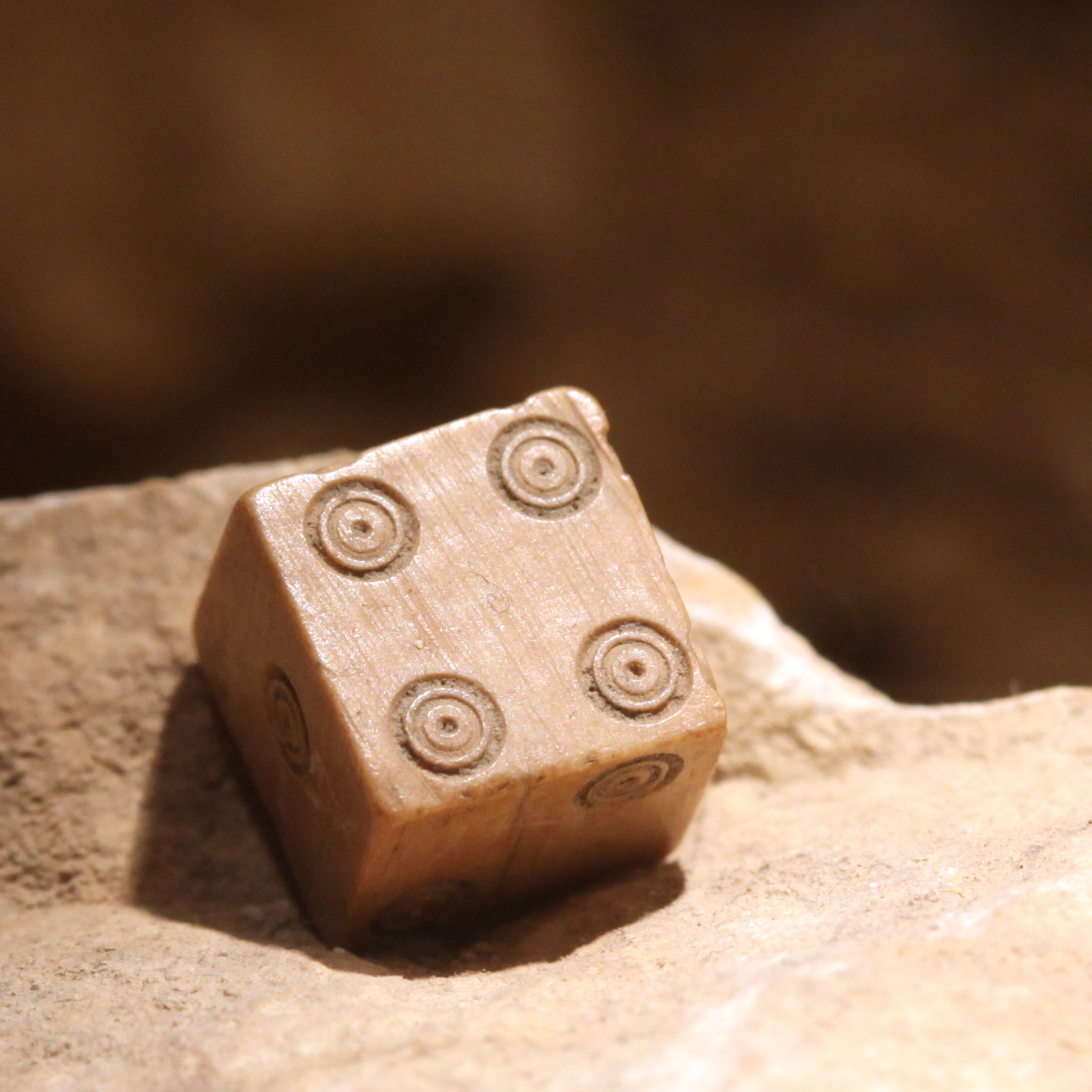
Antigo dado romano em exposição no Museu Romano de Lausanne-Vidy